# Xot rogenc
El xot rogenc (Otus rufescens) és un rapinyaire nocturn la família dels estrígids (Strigidae). Habita la selva humida de Malaca i la zona limítrofa de Tailàndia, Sumatra, Borneo i Java. El seu estat de conservació es considera gairebé amenaçat.